# Harbour
Harbour è un compilatore del linguaggio implementato dal compilatore CA-Clipper.
Harbour è un compilatore open source e multipiattaforma in grado di girare su MS-DOS, Microsoft Windows, Windows CE, OS/2, Mac OSX e Linux.
Il progetto Harbour intende mantenere una stretta compatibilità con la versione Clipper 5.2e. Esiste una versione meno conservativa derivata da Harbour (nata dopo contrasti vertenti sul modello di sviluppo da seguire) ovvero xHarbour.